# Gimnazjada
Gimnazjada – multidyscyplinarne międzynarodowe zawody sportowe organizowane obecnie co 4 lata, których pierwsza edycja odbyła się w roku 1974.
W organizowanych pod egidą Międzynarodowej Federacji Sportu Szkolnego (ISF) zawodach startują zawodnicy w wieku 13–17 lat. Pierwsza edycja zawodów odbyła się w 1974 roku w Wiesbaden jednak rywalizacja w lekkoatletyce odbyła się wówczas we Florencji.

## Edycje
| Edycja | Gospodarz |
| ------ | --------- |
| 1974   | Wiesbaden |
| 1976   | Orlean    |
| 1978   | Izmir     |
| 1980   | Turyn     |
| 1982   | Lille     |
| 1984   | Florencja |
| 1986   | Nicea     |
| 1988   | Barcelona |
| 1990   | Brugia    |
| 1994   | Nikozja   |
| 1998   | Szanghaj  |
| 2002   | Caen      |
| 2006   | Saloniki  |
| 2009   | Doha      |
| 2013   | Brasília  |
| 2016   | Trabzon   |
| 2018   | Rabat     |